# Cyd Gray
Pour les articles homonymes, voir Gray.
Cyd Gray, né le 21 novembre 1976 à Scarborough, est un footballeur trinidadien. Il joue au poste de défenseur avec l'équipe de Trinité et Tobago et le club de San Juan Jabloteh.

## Carrière

### En club
- 1999-2001 : Joe Public FC -  Trinité-et-Tobago
- 2001-2008 : San Juan Jabloteh -  Trinité-et-Tobago
- 2008- : Pune FC -  Inde

### Buts en sélection
|   | Date             | Lieu                          | Adversaire | Résultat | Compétition                       |
| - | ---------------- | ----------------------------- | ---------- | -------- | --------------------------------- |
| 1 | 26 novembre 2004 | Marabella (Trinité-et-Tobago) | Grenade    | 2-0      | Coupe caribéenne des nations 2005 |

### En équipe nationale
Il a eu sa première cape en mars 2001 lors d'un match amical contre le Guatemala.
Gray participe à la coupe du monde 2006 avec l'équipe de Trinité et Tobago.

## Palmarès
- 59 sélections en équipe nationale (1 but)